# سان خوان (جزر البليار)
بلدية سان خوان (بالإسبانية: San Juan) هي بلدية تقع في منطقة جزر البليار شرق إسبانيا.

## الديموغرافيا
بلغ عدد سكان بلدية سان خوان 1.985 نسمة عام 2011 (وفقاً للمعهد الوطني للإحصاء الإسباني).
| 1.655 | 1.683 | 1.737 | 1.847 | 1.866 | 1.962 | 1.985 |

## أعلام
- بيب بيل